# 威氏副獅子魚
威氏副獅子魚，為輻鰭魚綱鮋形目杜父魚亞目獅子魚科的其中一種，分布於東大西洋的加彭及納米比亞海域，棲息深度880-1830公尺，體長可達26公分，為深海底棲性魚類，屬肉食性，以櫛水母等為食，生活習性不明。

## 擴展閱讀
維基物種上的相關：威氏副獅子魚